# Niall McShea
Niall McShea (ur. 1 stycznia 1973 w Enniskillen) – brytyjski kierowca rajdowy. Ma za sobą starty w Mistrzostwach Świata. Zwyciężył w serii Production Cars WRC w 2004 roku.
W 1999 roku McShea zadebiutował w Rajdowych Mistrzostwach Świata. Pilotowany przez Marka Cassidy'ego i jadący Citroënem Saxo VTS nie ukończył wówczas Rajdu Wielkiej Brytanii z powodu wypadku. W 2001 roku wystąpił w serii Super 1600 startując samochodami Citroën Saxo VTS S1600 i Ford Puma S1600 i zajmując 3. miejsce w klasyfikacji generalnej S1600. Z kolei w 2002 roku był siódmy w Junior WRC. W 2003 roku rozpoczął starty w Production Cars WRC Mitsubishi Lancerem Evo 6 (6. miejsce). Z kolei w 2004 roku jadąc Subaru Imprezą WRX STi wywalczył mistrzostwo Production Cars. Nie wygrał żadnego rajdu, ale trzykrotnie zajmował 2. miejsca: w Rajdzie Niemiec, Francji i Australii. W 2007 roku ponownie startował w PCWRC i był w niej czwarty (wygrał Rajd Irlandii).

## Występy w mistrzostwach świata
| Sezon | Zespół                  | Samochód                               | 1      | 2        | 3          | 4             | 5          | 6         | 7         | 8             | 9             | 10            | 11        | 12              | 13        | 14              | 15            | 16              | Punkty | Miejsce |
| ----- | ----------------------- | -------------------------------------- | ------ | -------- | ---------- | ------------- | ---------- | --------- | --------- | ------------- | ------------- | ------------- | --------- | --------------- | --------- | --------------- | ------------- | --------------- | ------ | ------- |
| 1999  | Niall McShea            | Citroën Saxo VTS                       | Monako | Szwecja  | Kenia      | Portugalia    | Hiszpania  | Francja   | Argentyna | Grecja        | Nowa Zelandia | Finlandia     |           | Włochy          | Australia | NU              |               |                 | 0      | -       |
| 2000  | Niall McShea            | Citroën Saxo Kit Car                   | Monako | Szwecja  | Kenia      | Portugalia    | Hiszpania  | Argentyna | Grecja    | Nowa Zelandia | Finlandia     | Cypr          | Francja   | Włochy          | Australia | NU              |               |                 | 0      | -       |
| 2001  | Niall McShea            | Ford Puma S1600 Citroën Saxo VTS S1600 | Monako | Szwecja  | Portugalia | NU            | Argentyna  | Cypr      | NU        | Kenia         | NU            | Nowa Zelandia | 20        | 16              | Australia | 17              |               |                 | 0      | -       |
| 2002  | Niall McShea            | Opel Corsa S1600 Subaru Impreza WRX    | NU     | Szwecja  | Francja    | NU            | NU         | Argentyna | NU        | Kenia         | Finlandia     | NU            | 25        | Nowa Zelandia   | Australia | 23              |               |                 | 0      | -       |
| 2003  | Neil Allport Motorsport | Mitsubishi Lancer Evo 6                | Monako | Szwecja  | Turcja     | 22            | NU         | Grecja    | NU        | NU            | Finlandia     | 18            | Włochy    | 16              | Hiszpania | Wielka Brytania |               |                 | 0      | -       |
| 2004  | Niall McShea            | Subaru Impreza WRX STi                 | Monako | Szwecja  | 14         | NU            | Cypr       | Grecja    | Turcja    | 16            | Finlandia     | 16            | Japonia   | Wielka Brytania | Włochy    | 16              | Hiszpania     | 9               | 0      | -       |
| 2005  | Niall McShea            | Subaru Impreza WRX STi                 | Monako | Szwecja  | Meksyk     | Nowa Zelandia | Włochy     | Cypr      | Turcja    | Grecja        | Argentyna     | Finlandia     | Niemcy    | 19              | Japonia   | Francja         | Hiszpania     | Australia       | 0      | -       |
| 2006  | Niall McShea            | Subaru Impreza WRX STi                 | Monako | Szwecja  | Meksyk     | Hiszpania     | Francja    | Argentyna | Włochy    | Grecja        | Niemcy        | Finlandia     | Japonia   | Cypr            | Turcja    | Australia       | Nowa Zelandia | 28              | 0      | -       |
| 2007  | TaCK                    | Subaru Impreza WRX STi                 | Monako | Szwecja  | Norwegia   | Meksyk        | Portugalia | 16        | Włochy    | Grecja        | Finlandia     | Niemcy        | 14        | Hiszpania       | Francja   | Japonia         | 10            | Wielka Brytania | 0      | -       |
| 2009  | Niall McShea            | Proton Satria Neo S2000                | NU     | Norwegia | Cypr       | Portugalia    | Argentyna  | Włochy    | Grecja    | Polska        | Finlandia     | Australia     | Hiszpania | Wielka Brytania |           |                 |               |                 | 0      | -       |